# 莫萊小波

实值莫萊小波

复值莫萊小波

在數學上，莫萊小波（Morlet wavelet）或加博尔小波（Gabor wavelet）是一種由複數指數（載波）乘以高斯窗（包跡）組成的小波。
這種小波和人類的感知相關，包含視覺以及聽覺。

## 歷史
在1946年，物理學家加博尔·德奈什從量子物理學提出了想法，介紹了高斯窗對於時頻分解的使用，這方法他稱為原子。而此方法可以提供在空間和頻率解析的最佳平衡。這些方法被用在加博尔轉換。加博尔轉換是一種短時間傅立葉轉換。在1984年，让·莫莱在地震學社區引用了加博尔的方法，連同皮埃尔·古皮约（Pierre Goupillaud）和亚历克斯·格罗斯曼（Alex Grossman）修改它去保持相同小波形狀上等同於八度間隔。使其成為連續小波轉換的第一個正規化。

## 定義
此小波被定義為平面波减去常数{\displaystyle \kappa _{\sigma }}后，通过高斯窗局域化的结果：
{\displaystyle \Psi _{\sigma }(t)=c_{\sigma }\pi ^{-{\frac {1}{4}}}e^{-{\frac {1}{2}}t^{2}}(e^{i\sigma t}-\kappa _{\sigma })}
{\displaystyle \kappa _{\sigma }=e^{-{\frac {1}{2}}\sigma ^{2}}} 由標準定義而正常化常數 {\displaystyle c_{\sigma }} 為:
{\displaystyle c_{\sigma }=\left(1+e^{-\sigma ^{2}}-2e^{-{\frac {3}{4}}\sigma ^{2}}\right)^{-{\frac {1}{2}}}}
莫萊小波的傅立葉轉換為:
{\displaystyle {\hat {\Psi }}_{\sigma }(\omega )=c_{\sigma }\pi ^{-{\frac {1}{4}}}\left(e^{-{\frac {1}{2}}(\sigma -\omega )^{2}}-\kappa _{\sigma }e^{-{\frac {1}{2}}\omega ^{2}}\right)}
中心頻率 {\displaystyle \omega _{\Psi }} 的位置在 {\displaystyle {\hat {\Psi }}_{\sigma }(\omega )} 的最大值，在此情況，解法為下列的方程式:
{\displaystyle (\omega _{\Psi }-\sigma )^{2}-1=(\omega _{\Psi }^{2}-1)e^{-\sigma \omega _{\Psi }}}
在莫萊小波中的參數 {\displaystyle \sigma } 允許在時間和頻率解析中交換。通常， {\displaystyle \sigma >5}的限制是用於避免莫萊小波的參數 {\displaystyle \sigma } 太低对时间分辨率产生的影响。
在只有緩慢變動的頻率和振福調變(例如音頻)的訊號中，是不需要使 {\displaystyle \sigma }很小。在這個情況下，{\displaystyle \kappa _{\sigma }}變得非常小({\displaystyle \sigma >5\quad \Rightarrow \quad \kappa _{\sigma }<10^{-5}\,}) ，因此常常忽視。在 {\displaystyle \sigma >5}的限制下，莫萊小波的頻率常常採取{\displaystyle \omega _{\Psi }\simeq \sigma }。
小波存在著複數版本或是純實數版本，称为实莫莱小波（real Morlet）和复莫莱小波（complex Morlet）；也有人称复数版为加博尔小波（Gabor wavelet），实数版为莫莱小波（Morlet wavelet）。

## Matlab函數
[PSI,X] = morlet(LB,UB,N) 回傳Morlet wavelet在[LB,UB]區間N點的值。
輸出參數為在網格X上計算的小波函數PSI和網格X。
這個小波有[-4,4]的有效支撐。雖然[-4,4]是有正確理論支撐，但更寬的有效支撐[-8,8]被使用在計算中，為的是提供更準確的結果。

## 醫學上的應用
莫萊小波轉換方法提供了一個橋梁，能夠使用頻率和時間的訊息藉由傅立葉轉換來獲得複雜的頭部外傷譜。莫萊小波轉換並非作為傅立葉轉換的替代方案，
而是作為補充的角色。一個允許時間有關的變化定性訪問且可用多個維度去感應衰減分析。

## 音樂上的應用
莫萊小波轉換可以用於音樂轉錄，且能產生非常準確的結果。這在只使用傅立葉轉換是做不到的。莫萊小波轉換能夠捕捉重複和替代音符
的短脈衝。在莫萊轉換中，每個音符都有一個明確的開始和結束時間。

## 心電圖上的應用
莫萊小波轉換在心電圖中的應用主要是為了區分異常的心跳行為。由於異常的心跳變化是一個非平稳的訊號，而這個訊號適用於小波的分析。

## 相關
- 恒Q变换

## 文獻
1. ↑  John Ashmead. . Quanta. 2012, 1 (1): 58–70  [2016-01-21]. doi:10.12743/quanta.v1i1.5. （原始内容存档于2020-08-26）.
2. ↑  . www.mathworks.com.   [2023-03-12]. （原始内容存档于2019-08-10）.
3. ↑  . reference.wolfram.com.   [2023-03-12]. （原始内容存档于2023-03-12）.
4. ↑  . reference.wolfram.com.   [2023-03-12]. （原始内容存档于2023-03-12）.

- P. Goupillaud, A. Grossman, and J. Morlet. Cycle-Octave and Related Transforms in Seismic Signal Analysis. Geoexploration, 23:85-102, 1984
- N. Delprat, B. Escudié, P. Guillemain, R. Kronland-Martinet, P. Tchamitchian, and B. Torrésani. Asymptotic wavelet and Gabor analysis: extraction of instantaneous frequencies. IEEE Trans. Inf. Th., 38:644-664, 1992